# Научно-педагогическая библиотека города Николаева
Научно-педагогическая библиотека города Николаева (укр. Науково-педагогічна бібліотека міста Миколаєва) — специальная библиотека, центр информационной поддержки педагогов, студентов и школьников.

## История
Первые архивные данные об организации Николаевской научно-педагогической библиотеки относятся к 1946 году. 11 декабря 1946 года Николаевский городской Совет депутатов трудящихся, рассмотрев письма работников школ от 22 октября 1946 года за № 368 о возобновлении в правах на помещение бывшей учительской библиотеки по улице Черниговской, вынесла решение за № 948 о передаче здания по улице Черниговской 17 Николаевскому областному комитета Союза работников начальных и средних школ УССР для «восстановления в нём деятельности бывшей учительской библиотеки».
Штатной росписью предполагалось обслуживание читателей одним работником, которому приказывалось «составить и представить план работы библиотеки учителей на І квартал 1947 года». Согласно этой росписи библиотека возобновила свою деятельность и перешла в подчинение Областному комитету профсоюза работников начальных и средних школ.
В 1949 году библиотека переехала в дом № 45 на Московской улице, разместившись в пяти помещениях. Почти с начала учреждения и на протяжении 30 лет библиотеку возглавляла В. М. Дульськая. Под её руководством была начата суммарная книга учёта фонда и сделана первая запись в инвентарной книге (до 1949 года никаких учётных документов выявлено не было). В этот период библиотека формирует фонд педагогической литературы, создаёт каталоги и картотеки, позволяющие ей профессионально строить свою работу по организации обслуживания николаевских работников просвещения. На 1949 год фонд библиотеки насчитывал 680 экземпляров книг, осуществлена подписка на все педагогические издания страны, до сих пор пользующиеся спросом у просветительских кругов Николаевской области.
В конце 1960-х годов общественность города называет библиотеку учительской и она занимает своё отдельное место в системе библиотек города. Её фонд насчитывал 54 280 экземпляров книг, из которых 37 977 экземпляров — педагогическая литература; 20 наименований — педагогическая периодика.
В 1969 году библиотека переехала в открытый в 1964 году Дом учителя, расположенный по адресу «Плехановская улица, 50», где заняла весь первый этаж. Значительно изменилась структура библиотеки: был сформирован читальный зал, абонемент и библиографический отдел. На то время в штате библиотеки работало 5 человек. Были введены должности заведующих читальным залом и абонемента. Велась серьёзная работа по организации справочно-библиографического аппарата библиотеки (алфавитный и систематический каталоги, краеведческая и систематическая картотеки, тематические папки и картотеки), дифференцированная работа с читательской аудиторией, состоявшей в основной своей массе из учителей.
В 1970-х годах началась централизация библиотек СССР. Решением президиума Николаевской областного Совета профсоюзов от 30 марта 1977 года приказывалось объединить 33 профсоюзные библиотеки Николаева и до 1 июля 1980 года создать Межсоюзную централизованную библиотечную систему (НЦБС) с единым книжным фондом, справочным аппаратом, штатами, комплектованием и обработкой литературы.
На это время фонды учительской библиотеки насчитывали 61 214 экземпляров книг, которыми пользовались 5220 читателей, количество посещений составляло 24 657, а объём выдачи — 104 702 экземпляра. Имея высокий просветительско-профессиональный потенциал, учительская библиотека становится базовой Центральной городской библиотекой Межсоюзной ЦБС г. Николаева, тем самым становясь для своих 33 филиалов методическим центром. В соответствии с постановлением Президиума Николаевского областного Совета профсоюзов от 11 сентября 1979 года изменились структура и штат библиотеки. Появился методический отдел, отделы комплектования и обработки литературы, единого фонда и нестационарных форм обслуживания. Введены новые должности. В 1980 году штат библиотеки увеличился до 21 работника.
В 1988 году библиотека, в связи с капитальным ремонтом сооружения Дома учителя, переехала в проходные дворы Нового Водопоя (Школьная ул., 2). Количество читателей не уменьшилось, наоборот — их численность увеличилась на 28 %. Учителя и студенты составляли теперь всего 25 % от общего количества читателей. Фонд насчитывал 62 103 экземпляра книг
В начале 1990-х в библиотеке работало 33 штатных работника, а отдаленность от центра не влияла на содержание и форму работы. Лишь распад Союза ССР, новая валюта, политический и экономический кризис в стране едва не стали причиной уничтожения библиотеки. Решением Николаевского областного совета профсоюзов № 11-91/747 от 26.11.90 в связи с реорганизацией структуры профсоюзных органов и учреждений культуры, межсоюзная ЦБС г. Николаева с 1 января 1991 года была закрыта. Коллектив библиотеки во главе с директором Т. И. Роскиной начал борьбу за сохранение библиотеки и поиски выхода из бедственного положения. К решению вопроса были подключены депутаты всех уровней. В конце концов библиотека была сохранена и осталась в ряде культурно-образовательных учреждений города.
В 1997 году библиотека переехала в Дом творчества учащихся (Адмиральская улица, 31). Фонды библиотеки разместились в приспособленных помещениях бывшей библиотеки Дома политпросвещения на первом этаже.
Распоряжением городского головы № 358 от 25 сентября 1997 года и приказом управления образования Николаевского горисполкома № 468 от 9 декабря 1997 года, библиотека работников народного образования г. Николаева реорганизована в городскую образовательную библиотеку. Решением Николаевского городского совета от 12 декабря 2000 года городская образовательная библиотека реорганизована путём её преобразования в Научно-педагогическую библиотеку г. Николаева.

## Деятельность
Согласно Положению о сети образовательных библиотек МОН Украины и АПН Украины (Приказ № 334/31 от 30.05.2003) библиотека является научно-методическим центром для образовательных библиотек всех типов и видов соответствующего региона. Совместно с научно-методическим центром управления образования библиотека осуществляет повышение квалификации школьных библиотекарей, обобщает опыт работы, готовит материалы на коллегию городского управления образования, способствует внедрению ИКТ в школьных библиотеках.

## Прекращение деятельности учреждения
Согласно решению Николаевского городского совета библиотека прекратила обслуживание пользователей с 5 октября 2022 года и началась процедура ликвидации учреждения.